# КрАЗ-260
КрАЗ-260 — трёхосный крупнотоннажный грузовой автомобиль повышенной проходимости, предназначенный для перевозки грузов, личного состава и буксировки прицепов по бездорожью и автомобильным дорогам всех категорий.

## История
Разработка грузового автомобиля повышенной проходимости КрАЗ-260 началась в КБ Кременчугского автомобильного завода в 1960-е годы под руководством главного конструктора В. В. Таболина на основе французского военного грузовика «Берлье́» — Berliet GBC 8KT. КрАЗ-260 стал совместной разработкой Кременчугского автозавода, НАМИ и МВТУ им. Н. Э. Баумана.
Первая опытно-промышленная партия КрАЗ-260 была изготовлена в 1979 году. Автомобиль прошёл всесторонние испытания в НИИ-21 в Бронницах. Внедрение в производство задержалось из-за отсутствия на заводе мощностей для изготовления цельнометаллических кабин.
Серийное производство началось в 1981 году (КрАЗ-260 предназначался для замены КрАЗ-255Б) и велось параллельно с КрАЗ-255Б1. В том же 1981 году на Херсонском заводе карданных валов освоили выпуск валов для КрАЗ-260.
2 декабря 1983 года Кременчугский автозавод официально объявил о переходе завода к выпуску КрАЗ-260.
Планы производства предусматривали постепенное прекращение производства старых моделей и переход на производство КрАЗ-250 и КрАЗ-260 во второй половине 1980-х годов (в 1987 году объём выпуска КрАЗ-250 и КрАЗ-260 должен был составлять 30 %, в 1988 году — 53 %, в 1989 году — 100 %).
В 1989 году на выездном заседании коллегии Министерства автомобильного и сельскохозяйственного машиностроения СССР был вынесен на рассмотрение вопрос о разработке и освоении производства новых грузовых автомашин автомобилестроительными предприятиями СССР. В ходе рассмотрения вопроса было установлено, что "объединение "АвтоКрАЗ" срывает переход на выпуск автомобилей КрАЗ-250 и КрАЗ-260 к 1990 году", после чего была утверждена программа необходимых к выполнению мероприятий, направленных на освоение производства автомашины в 1990 году.
Выпуск КрАЗ-260 продолжался до 1994 года, всего было выпущено 15 279 шт., после чего на конвейере его сменил более совершенный КрАЗ-6322.

## Описание
КрАЗ-260 является первой моделью Кременчугского автозавода, оснащённой двигателем, имеющим газотурбинный наддув (сначала ЯМЗ-238Л, с 1984 года - ЯМЗ-238Б). Двигатель оснащён предпусковым подогревателем и устройством «Термостарт», которое облегчает пуск двигателя при низкой температуре. 80,9% деталей КрАЗ-250 и КрАЗ-260 изначально унифицированы.
КрАЗ-260 имеет капотную компоновку, для улучшения обзора кабина была несколько надвинута на двигатель, что позволило увеличить длину грузовой платформы. В подкапотном пространстве размещены два воздухоочистителя, обеспечивающие двухступенчатую очистку поступающего воздуха.
Автомобиль получил новую цельнометаллическую кабину (от КрАЗ-250) с новой системой вентиляции и обогрева, и оперение. Сиденья регулируются по высоте, расстоянию до руля и углу наклона спинки. На крыше кабины установлена фара-искатель. В штатную комплектацию входит радиоприёмник.
Рама автомашины лонжеронная, лестничного типа, в качестве лонжеронов используется горячекатаный швеллер № 30В-1 из стали 15ХСНД.
Грузовая платформа металлическая с задним открывающимся бортом, снабжена откидными скамейками, дугами и тентом. Для увеличения проходимости применены постоянный полный привод, короткие передний и задний свесы, односкатная ошиновка, система регулирования давления в шинах. В выпускной системе отсутствует глушитель — часть энергии отработанных газов поглощает турбина нагнетателя. Запас топлива размещён в 2 основных и 1 дополнительном топливных баках. Сцепление двухдисковое сухое.
Коробка передач ЯМЗ-238Б 4-ступенчатая с синхронизаторами на всех передачах кроме заднего хода. Она выполнена в блоке с двухступенчатым демультипликатором, имеющим пневмопривод переключения передач. Раздаточная коробка двухступенчатая с электропневматическим устройством переключения передач. В неё вмонтирован межосевой дифференциал. Средний мост проходного типа. Рулевой механизм (от автомобиля МАЗ-5336) оснащён гидроусилителем. Подвеска рессорная с гидравлическими телескопическими амортизаторами. Рабочий тормоз барабанного типа на все колёса с раздельным пневматическим приводом. Стояночный тормоз с пружинными энергоаккумуляторами действует на тележку. Имеется вспомогательный моторный тормоз с пневмоприводом.
Под грузовой платформой установлена лебёдка для самовытаскивания (тяговое усилие 12000 кгс, длина троса 55 м).
Шины широкопрофильные, 1300х530 - 533.

## Варианты и модификации
- КрАЗ-260 — базовый. Выпускался с 1981 года, ресурс до первого капитального ремонта - 175 тыс. км[3].
- КрАЗ-260А — с дизелем ЯМЗ-238Н. Отличался отсутствием центробежных бензонасосов БЦН-1 и дополнительного топливного бака.
- КрАЗ-260В — седельный тягач[1].
- КрАЗ-260Г — удлинённое шасси[1].
- КрАЗ-260Д — опытный седельный тягач для активного автопоезда (в 1976 - 1977 гг. построены два опытных автопоезда КрАЗ-260Д-9382 с двухосным прицепом КрАЗ-9382 полезной нагрузкой 16,8 тонн; в 1979 - 1980 гг. - еще два КрАЗ-260ДМ-9382 с усиленными полуприцепами грузоподъемностью 17,6 т, всего до 1985 года было изготовлено 22 машины)[15].
- КрАЗ-260Л — опытный лесовоз, созданный на основе конструкции КрАЗ-255Л1[16].
- КрАЗ-6437 — лесовоз грузоподъёмностью 30 т, серийное производство которого началось в 1987 году[17]

## Машины на базе КрАЗ-260
- ЭОВ-4422 - одноковшовый войсковой гидравлический экскаватор на базе КрАЗ-260
- КС-3576 - армейский стреловой подъёмный кран на шасси КрАЗ-260Г[18]
- ППС-84 - понтонный парк
- УСМ-2 - мостостроительная установка на шасси КрАЗ-260Г[18]
- АТЗ-9,3-260 - автотопливозаправщик на базе КрАЗ-260[19]
- АЦ-10-260 - автоцистерна для транспортировки светлых нефтепродуктов на базе КрАЗ-260[19]
- КрАЗ-260 "Торнадо" - водомётная машина на шасси КрАЗ-260, разработанная в начале 2000х годов[20] и оснащённая водомётом, вспомогательной силовой установкой на базе двигателя ЗМЗ-24-01 и баком для воды. Всего было построено две машины, которые поступили во внутренние войска МВД Украины[21]
- БМ-21К — 122-мм РСЗО «Град» на шасси КрАЗ-260 с четырёхдверной пятиместной кабиной, первый вариант РСЗО украинской разработки. Оснащён системой быстрого перезаряжания и спутниковой системой наведения. Разработка машины была начата в 2001 году и завершена в 2008 году[22]. Изготовление первого демонстрационного образца было завершено весной 2009 года, в дальнейшем он был представлен на военном параде в Киеве[23]
- тяжёлый механизированный мост ТММ-3М1 на шасси КрАЗ-260 - четыре автомашины находятся на вооружении 11-го понтонно-мостового батальона Главного управления оперативного обеспечения вооружённых сил Украины[24]

9 мая 2018 года на параде в Донецке были представлены демонстрационные образцы двух РСЗО на шасси КрАЗ-260 ("Снежинка" с направляющими для запуска двух 324-мм ракет и "Чебурашка" с направляющими для запуска 64-х 217-мм ракет).

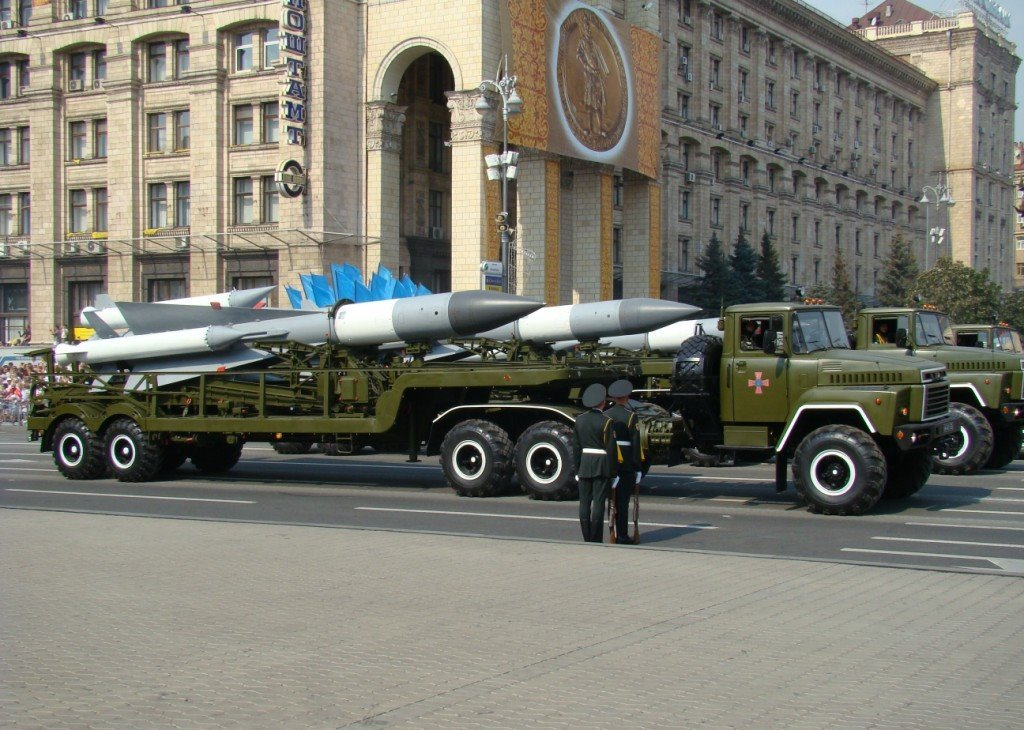
КрАЗ-260В в составе подвижного ЗРК С-200
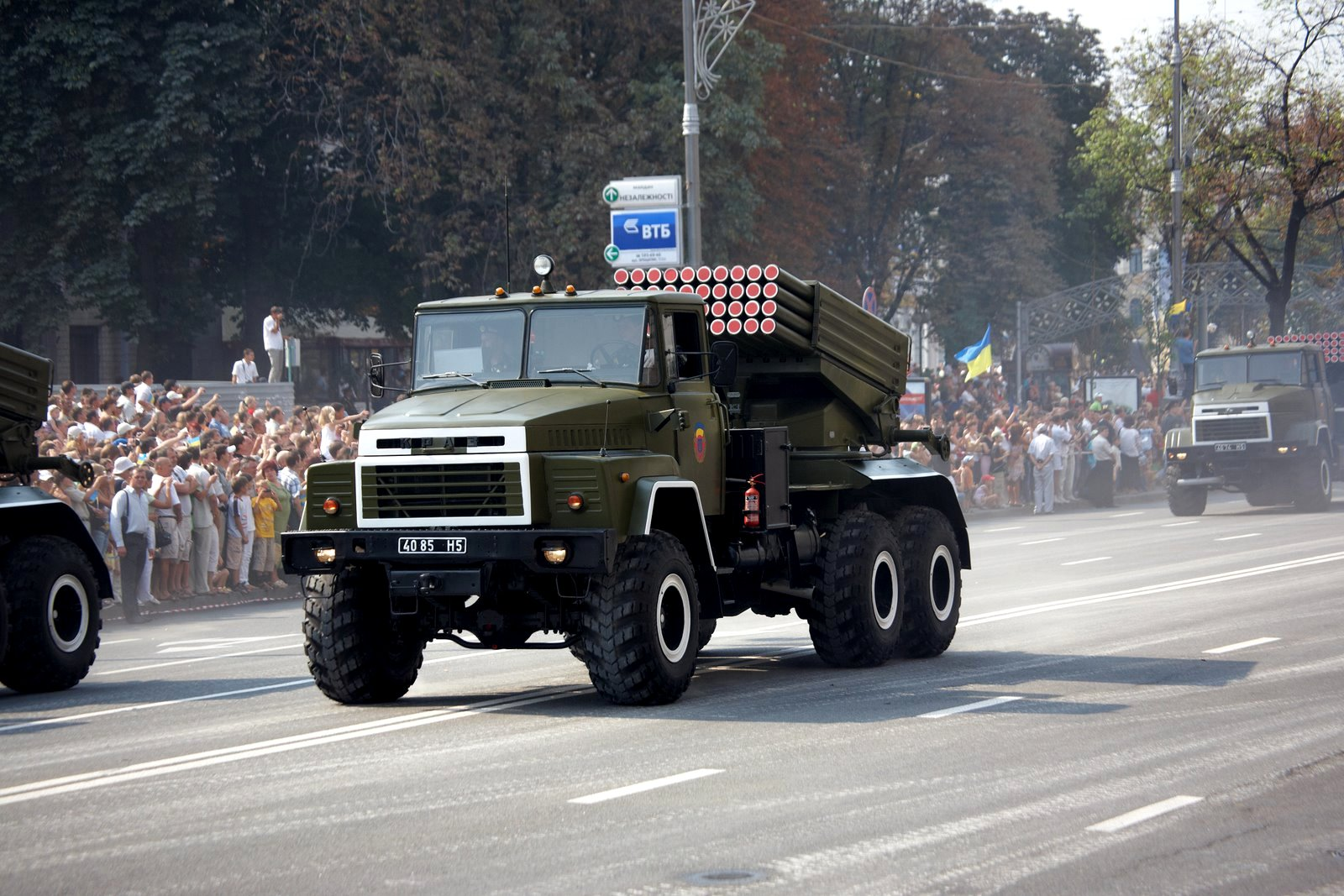
КрАЗ-260 в качестве боевой машины системы 9K51 «Град»
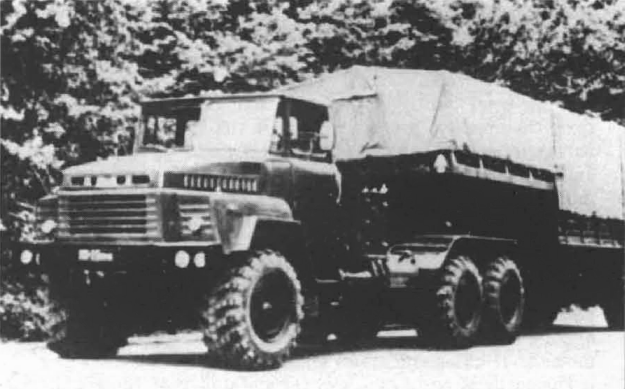
КрАЗ-260ДМ автопоезд с полуприцепом
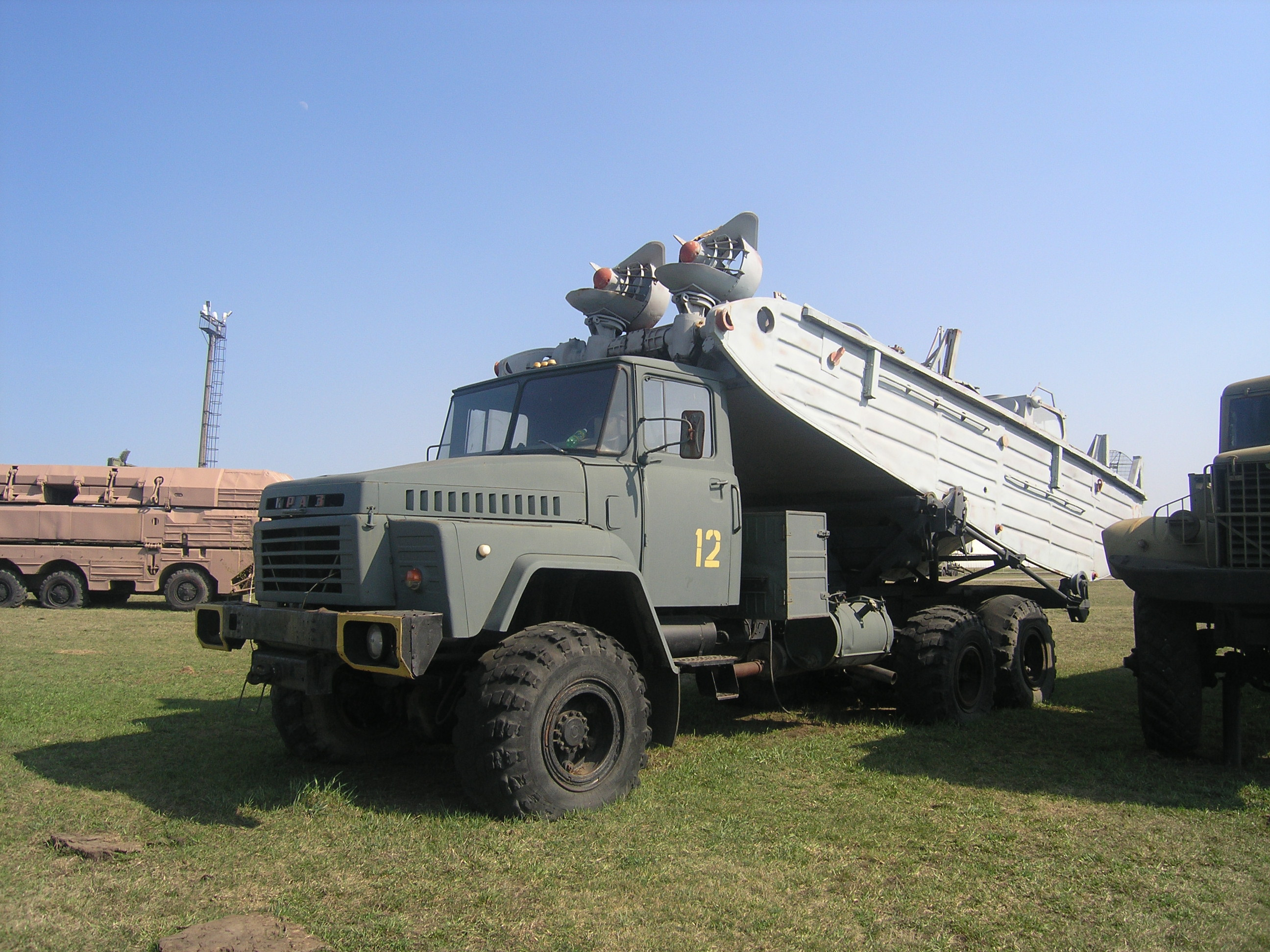
КрАЗ-260 для транспортировки катера-толкача БМК-Т
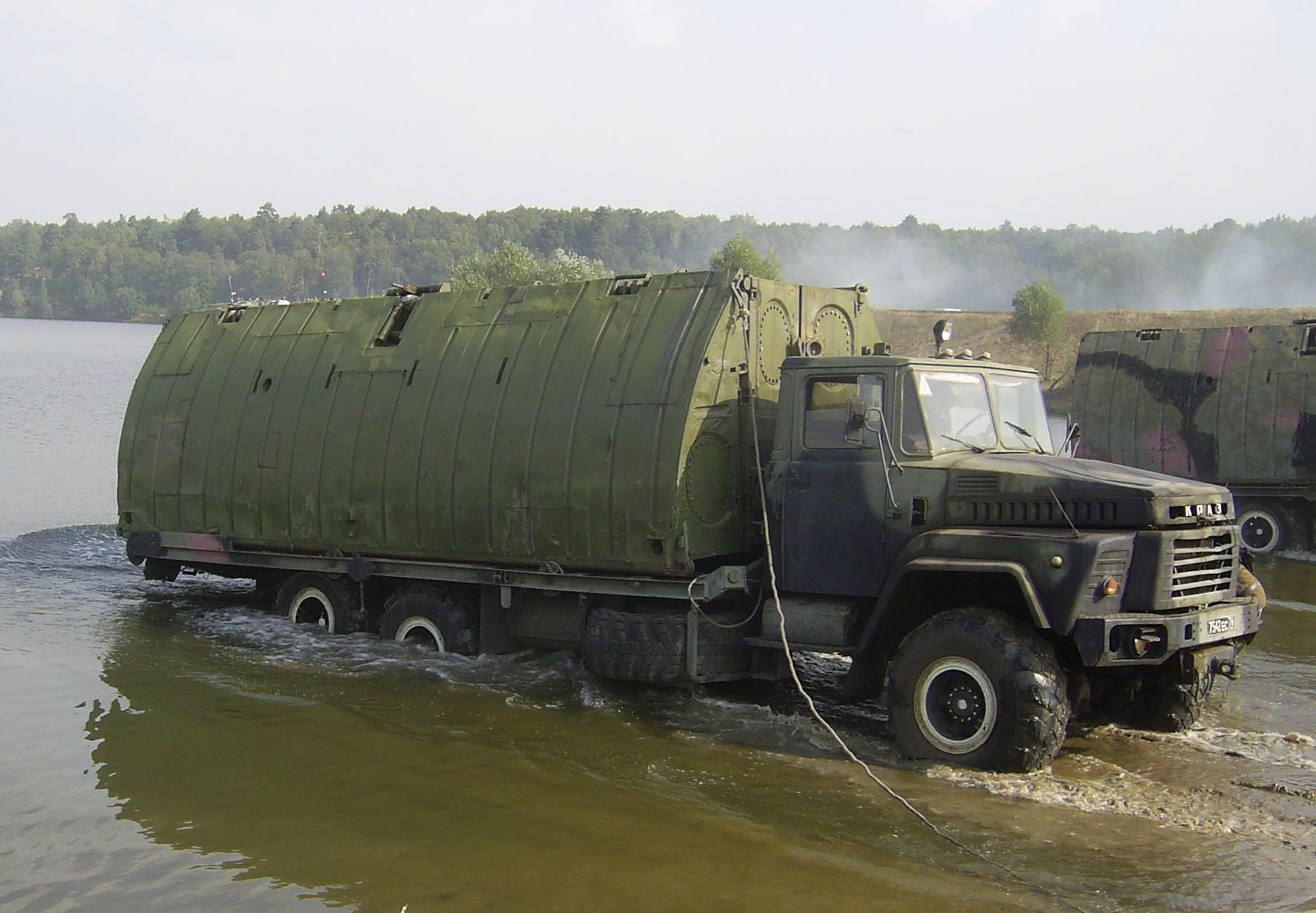
специальный понтонный парк ППС-84

## Технические характеристики
| Радиус поворота, м                                        | 13           |
| Допустимая масса буксируемого прицепа, кг:                |              |
| по шоссе                                                  | 30000        |
| по грунту                                                 | 10000        |
| Колёсная формула                                          | 6 × 6        |
| Размер шин                                                | 1300×530-533 |
| Запас хода, км                                            | 1000         |
| Глубина преодолеваемого брода, м                          | 1,2          |
| Максимальный преодолеваемый подъём, %                     | 58           |
| Тормозной путь со скорости 40 км/ч, м                     | 17,2         |
| Контрольный расход топлива при скорости 50 км/ч, л/100 км | 34           |

Способен буксировать прицепы массой до 10 тонн. На аэродромах применяется для буксировки самолётов массой до 75 т.

## Дополнительная информация
- в 2007 году восстановленный армейский бортовой КрАЗ-260Г с двигателем ЯМЗ-238Л был установлен в экспозиции музея КрАЗ